# Toyota Verossa
Der Toyota Verossa war eine Limousine, die von Toyota in Japan hergestellt wurde. Er wurde vorwiegend in Japan verkauft und wurde nie offiziell exportiert.
Nachdem 2000 die Produktion der Modelle Chaser und Cresta eingestellt wurde, ersetzte Toyota 2001 beide Limousinen durch den Verossa, dessen Styling sehr kontrovers diskutiert wurde. Das neue Modell erhielt den gleichen Modellcode wie seine Vorgänger und hatte ebenfalls einen Frontmotor und Hinterradantrieb.
Der Verossa wurde von Reihensechszylindermotor mit zwei obenliegenden Nockenwellen und 24 Ventilen angetrieben, die Leistungen zwischen 160 bhp (118 kW) und 280 bhp (206 kW) abgaben. Der 2,0-l-Motor war vom Typ 1G-FE, die beiden 2,5-l-Motoren von den Typen 1JZ-FSE oder 1JZ-GTE. Das 2,0-l-Modell war auch mit Allradantrieb erhältlich.
2003 wurde die Fertigung des Verossa wegen schwachen Verkaufs eingestellt.

## Quelle
- Toyota Verossa, Japanische Verkaufsbroschüre, Nr.VQ0018-0107 (2001)